# Lista volumelor publicate în Colecția „Literatură științifico-fantastică” (Editura Tineretului)

Simbolul colecției

Colecția „Literatură științifico-fantastică” (simbol: „Racheta + steaua”) de la Editura Tineretului a apărut în perioada 1961-1966.

## Lista volumelor publicate
În continuare este prezentată lista volumelor publicate în Colecția „Literatură științifico-fantastică”:
| Autor(i)        | Titlu                                                                       | Titlu original               | Traducător(i)                                  | Anul apariției | Note / Ref.         |
| --------------- | --------------------------------------------------------------------------- | ---------------------------- | ---------------------------------------------- | -------------- | ------------------- |
| Iuri Dolgușin   | Generatorul de minuni                                                       | Генератор чудес              | Dimitrie Manu, Irina Andreescu                 | 1961           |                     |
| G. Altov        | Legendele căpitanilor stelari                                               | Легенды о звёздных капитанах | Igor Block                                     | 1962           |                     |
| Camil Baciu     | Revolta creierilor                                                          | -                            | -                                              | 1962           |                     |
| A. R. Beleaev   | Omul-amfibie                                                                | Человек-амфибия              | V. Probeanu, M. Cardaș                         | 1962           |                     |
| Mihu Dragomir   | Povestiri deocamdată fantastice                                             | -                            | -                                              | 1962           | Republicată în 1968 |
| Ion Mînzatu     | Paradoxala aventură                                                         | -                            | -                                              | 1962           |                     |
| I. M. Ștefan    | Ultimul alb                                                                 | -                            | -                                              | 1962           |                     |
| L. Tölgyesi     | Alibiurile inginerului Dragomir                                             | -                            | -                                              | 1962           |                     |
| Jules Verne     | Insula cu elice                                                             | L'Île à hélice               | Ion Hobana                                     | 1962           |                     |
| H. G. Wells     | Mașina timpului / Omul invizibil / Insula doctorului Moreau                 | The Time Machine             | Mihu Dragomir, C. Vonghizas                    | 1962           |                     |
| A. R. Beleaev   | Steaua KEȚ / Traficantul de aer / Pâinea veșnică                            | Звезда КЭЦ                   | M. Cardaș, V. Bîrlădeanu                       | 1963           |                     |
| Jules Verne     | Goana după meteor                                                           | La Chasse au météore         | Gellu Naum                                     | 1963           |                     |
| H. G. Wells     | Războiul lumilor / Cînd se va trezi Cel-care-doarme / Primii oameni în lună | When The Sleeper Wakes       | Mihu Dragomir și C. Vonghizas                  | 1963           |                     |
| A. R. Beleaev   | Stăpînul lumii                                                              | Властелин мира               | D. Manu, M. Cardaș                             | 1964           |                     |
| H. G. Wells     | Hrana zeilor / Oameni ca zeii / Dl. Blettsworthy pe insula Rampole          | The Food of the Gods         | Victor Kernbach și C. Vonghizas                | 1964           |                     |
| H. G. Wells     | Oul de cristal                                                              | The Crystal Egg              | Victor Kernbach, C. Vonghizas și Barbu Bereanu | 1965           |                     |
| Ghenadi Gor     | Kumbi                                                                       | Кумби                        | Igor Block                                     | 1966           |                     |
| Sergiu Fărcășan | O iubire din anul 41.042                                                    | -                            | -                                              | 1966           |                     |
| Victor Kernbach | Umbra timpului                                                              | -                            | -                                              | 1966           |                     |
| Vladimir Colin  | Viitorul al doilea                                                          | -                            | -                                              | 1966           |                     |
| Henric Stahl    | Un român în Lună                                                            | -                            | -                                              | 1966           |                     |
| I. M. Ștefan    | Cîntecul Cibenei                                                            | -                            | -                                              | 1966           |                     |
| Jules Verne     | Hector Servadac                                                             | Hector Servadac              | Teodora Cristea                                | 1966           |                     |